# Seznam slovenskih televizijskih serij
Seznam slovenskih igranih televizijskih nadaljevank.

## Po abecedi
(naslov, vrsta/žanr, režiser, leto, produkcija)

### 0–9
- 40 zelenih slonov, otroška humoristična nadaljevanka, Zoran Lesić, Jurij Souček, 1981, RTV Ljubljana

### A
- Ante ali Prispevki za življenjepis A. Jereba, dramska miniserija v treh delih, Božo Šprajc, 1982, RTV Ljubljana

### B
- Balkan Inc., kriminalna serija, 2006, POP TV
- B&B Show, humoristična stand up nanizanka, 2006, TV3
- Blisk, humoristična nanizanka, Jure Pervanje, 2005, RTV Slovenija
- Brat bratu, humoristična nanizanka, Branko Đurić, 2008 (1 sezona, 13 delov), RTV Slovenija
- Bratovščina Sinjega galeba, mladinska pustolovska nadaljevanka, France Štiglic, 1969, RTV Ljubljana

### Č
- Česnovi, humoristična nanizanka, 2017, Planet TV
- Čista desetka, humoristična nadaljevanka, 2012–2013, POP TV
- Čisto pravi gusar, mladinska nanizanka, Anton Tomašič, 1988 (5 delov), RTV Slovenija
- Čokoladne sanje, humoristična romantična nadaljevanka, Vojko Anzeljc, 2004, RTV Slovenija

### D
- Da, dragi! Da, draga!, humoristična nanizanka, Ven Jemeršić in Dafne Jemeršić, 2016, Planet TV
- Daleč je smrt, nanizanka, Jan Cvitkovič, 2002, RTV Slovenija
- Danes dol jutri gor, družinska humoristična nanizanka, Miha Čelar, 2009–2010 (1 sezona, 35 delov), RTV Slovenija
- Dekameron, nanizanka, Vaclav Hudeček, 1971, RTV Ljubljana
- Dolina rož, kriminalistična serija, Matevž Luzar, 2022, RTV Slovenija
- Dragi sosedje, humoristična serija, 2018, Planet TV
- Dualizem, spletna dramska serija, Tomaž Krajnc, 2018
- Dvojne počitnice, mladinska nadaljevanka, Tugo Štiglic, 2001, koprodukcija RTV Slovenija in Timaro productions d.o.o.

### E
- Ekipa Bled, kriminalistična serija, Blaž Završnik, 2019 (1 sezona, 18 delov), RTV Slovenija
- Ena žlahtna štorija, romantična humoristično-dramska nadaljevanka, Aleš Žemlja, Boris Petkovič, Jaka Šuligoj, Marko Cafnik, Boris Bezić, 2015–2017 (6 sezon), Planet TV
- Erazem in potepuh, mladinska nadaljevanka, Staš Potočnik, 1971, RTV Ljubljana

### G
- Geniji ali genijalci, mladinska nadaljevanka, Vuk Babić in Jože Vozny, 1985 (1 sezona, 8 delov), TV Ljubljana
- Georges Feydeau: Vesele zgodbe iz zakonskega življenja, Vinko Möderndorfer, 1995, RTV Slovenija
- Gorenčev vrag, otroška nadaljevanka, Boštjan Hladnik, 1984, RTV Ljubljana
- Gorske sanje, limonada, Boris Petkovič in Blaž Završnik, 2018 (1 sezona), Planet TV
- Gospod profesor, komična mladinska serija, Boris Bezić, Marko Šantić, Tijana Zinajić, 2022, VOYO

### H
- Horror Cartoon Series, humoristično satirična nanizanka, Ranko Hađipašić, 2018–, samoprodukcija
- Hotel Poldruga zvezdica, humoristična nadaljevanka, Slavko Hren, 2005, RTV Slovenija

### I
- Inhumanum – umori na Slovenskem, igrano-dokumentarna serija, Igor Zupe, 2023 (8 delov), RTV Slovenija
- Ipavci, nadaljevanka, Fran Žižek, 1977, RTV Ljubljana

### J
- Ja, Chef!, komična serija, Marko Naberšnik, Igor Gajič, 2021−, VOYO
- Jezero, kriminalistična serija, Klemen Dvornik, Matevž Luzar, 2019, RTV Slovenija

### K
- Kdo bo koga, humoristična nadaljevanka, Igor Šmid, 1993, RTV Slovenija

### L
- Lajf je tekma, spletna humoristična serija, Dominik Mencej, 2019–, VOYO
- Leninov park, kriminalistična serija, Klemen Dvornik, 2022, RTV Slovenija
- Lepa naša domovina, nadaljevanka, Anton Marti, 1969, RTV Ljubljana
- Lepo je biti sosed, humoristična serija, 2008–2011, POP TV
- Ljubezen nam je vsem v pogubo, nadaljevanka, Jože Gale, 1987, RTV Ljubljana
- LP, Lena, spletna serija, Áron Horváth, 2018, VOYO

### M
- Mali oglasi, humoristična nanizanka, Mirč Kragelj, 1969–1971, RTV Ljubljana
- Mame, humoristična nanizanka, Slobodan Maksimović, 2017–2018 (2 sezoni), RTV Slovenija
- Manj strašna noč, nadaljevanka, Andrej Stojan, 1981, RTV Ljubljana
- Medved Bojan, otroška animirana serija, 1978; 1995, TV Slovenija
- Mi se mamo radi, družinska humoristična serija, Vojko Anzeljc, 2006, RTV Slovenija
- Moji, tvoji, najini, družinska nanizanka, Siena Krušič, 2010–2012, RTV Slovenija
- Mujo & Haso Superstars, humoristična serija, Branko Đurić, 2004, POP TV

### N
- Najini mostovi, TV žajfnica, 2020−2021, POP TV
- Naočnik in Očalnik, otroška nadaljevanka, Franc Uršič, 1971, RTV Ljubljana
- Naredite mi to deželo nemško, mini nadaljevanka, Fran Žižek, 1969, RTV Ljubljana
- Naša krajevna skupnost, humoristična nanizanka, Staš Potočnik, 1981, TV Ljubljana
- Naša mala klinika, humoristična nanizanka, 2004–2007, POP TV
- Naš vsakdanji kruhek, 2013, RTV Slovenija
- Na terapiji, dramska serija, 2011, POP Brio
- Nova dvajseta, družinska humoristična serija, 2013–2016 (2 sezoni, 36 delov), RTV Slovenija

### O
- Oblaki so rdeči, nadaljevanka, Andrej Stojan, 1983, RTV Ljubljana

### P
- Peta hiša na levi, humoristična nanizanka, 1999, RTV Slovenija
- Pod eno streho, dramsko humoristična nadaljevanka, 2002–2004, POP TV
- Poklicani, dramska nadaljevanka, Žiga Virc, 2025, RTV Slovenija
- Poti in stranpoti, nadaljevanka, Mirč Kragelj, 1976, 1978/1979 (2 sezoni), TV Ljubljana
- Pravi biznis, Branko Đurić, 1997–1998, RTV Slovenija
- Prepisani, spletna serija, Klemen Dvornik, 2010
- Pr' Hostar, humoristična nanizanka, 2012–2013[1]  (Po seriji je bil leta 2016, v produkciji Karantanija Cinemas, posnet celovečerni film Pr' Hostar[2])
- Primeri inšpektorja Vrenka, kriminalistična nadaljevanka, Boris Jurjaševič in Slobodan Maksimović, 2021–25 (3 sezone), RTV Slovenija
- Primož Trubar, nadaljevanka, Andrej Stojan, 1985, RTV Ljubljana
- Primožev dnevnik, otroška nanizanka, Anton Tomašič, 1969, RTV Ljubljana
- Pripovedke iz medenega cvetličnjaka, miniserija v petih delih, Božo Šprajc, 1991, RTV Slovenija

### R
- Razjarnikovi v prometu, humoristična mladinska nanizanka, Igor Šmid, 1994/1995, RTV Slovenija
- Reka ljubezni, romantična dramska nadaljevanka, Nejc Levstik, Jaka Šuligoj, 2017–2019, POP TV
- Resnični obraz Anite Novak, nadaljevanka, Anton Tomašič, 1984, RTV Ljubljana
- Rodna letina, mini nadaljevanka, Janez Drozg, 1985, RTV Ljubljana

### S
- Sekirca v med, humoristična nanizanka, 2021-2022, POP TV
- Se zgodi, nanizanka, Metod Pevec, 2005, RTV Slovenija
- Skrito v raju, romantična dramska nadaljevanka, Nikolaj Vodošek, 2024-2025, POP TV
- Slike iz leta 1941, dramska miniserija v treh delih, Anton Tomašič, 1982, RTV Ljubljana
- Srečno samski, romantična serija, 2020, Planet TV
- Strasti, romantično dramska telenovela, 2008, RTV Slovenija
- Strici so mi povedali, nadaljevanka, France Štiglic, 1984, RTV Ljubljana
- Svingerji, humoristična nanizanka, Vojko Anzeljc, Miha Čelar, 2008, Kanal A

### Š
- Ščuke pa ni, ščuke pa ne, humoristična nadaljevanka, Jože Babič, 1980, RTV Ljubljana

### T
- Tajno društvo PGC, nadaljevanka, Janez Drozg, 1968, RTV Ljubljana
- Takle mamo, humoristična serija, 2016, POP TV
- Teater Paradižnik, humoristična nanizanka, Branko Đurić, 1994–1997, RTV Slovenija
- Têlenovela, humoristična serija, Boris Bezič, 2021, VOYO
- Trafika, humoristična nanizanka, 2003, POP TV
- Trapollo HH 33, otroška nadaljevanka, Anton Tomašič, 1969, RTV Ljubljana
- Trdoglavci, humoristična nanizanka, 2011, POP TV
- Trigrad, TV-serija, Sonja Prosenc, 2022, RTV Slovenija
- Truplo, humoristična kriminalna serija, 2018−2019 (2 sezoni), VOYO
- TV Dober dan, humoristična nanizanka, 1999–2002, POP TV

### U
- Usodno vino, romantična dramska telenovela, 2015−2017, POP TV
- Utonilo je sonce, mladinska dramska nadaljevanka, Lado Troha, 1975 (6 delov), TV Ljubljana

### V
- Več po oglasih, dramska serija, Vinci Vogue Anžlovar, 2016–2017 (1 sezona, 18 delov), RTV Slovenija
- Vest in pločevina, kriminalistična serija, Anton Tomašič, 1974 (7 delov), TV Ljubljana
- Vijavajaringaraja, otroška nanizanka, Marija Šeme, Janez Drozg, Anton Tomašič, 1967, RTV Ljubljana
- V imenu ljudstva, kriminalistična serija, Vojko Anzeljc, 2020–23 (3 sezone), RTV Slovenija
- Vrtičkarji, humoristična nanizanka, 1999, RTV Slovenija
- Vrtnice in kaktusi, nanizanka, Jasna Paukovič Tihec - Milan Jesih - Slavko Hren, 1988 (1 sezona, 7 delov), TV Slovenija
- Vse punce mojga brata, humoristična serija, Žiga Virc, 2021–22 (2 sezoni), VOYO

### Z
- Začnimo znova, nanizanka, Vojko Anzeljc, 2007–2008 (2 sezoni, 55 delov), RTV Slovenija
- Za hribom, humoristična nadaljevanka. 2021. Voyo
- Za zadnjim vogalom, humoristična nanizanka z glasbenimi gosti, Marko Naberšnik, 2008 (1 sezona, 7 delov), RTV Slovenija

### Ž
- Življenja Tomaža Kajzerja, dramska serija, Peter Bratuša, 2013/2014, RTV Slovenija

## Po letih
| Leto      | Letni čas         | Naslov                     | Sezona     | Zvrst                               | Režiser(ji)                                                                   | Glavni igralci | Epizode                 | Program       |
| --------- | ----------------- | -------------------------- | ---------- | ----------------------------------- | ----------------------------------------------------------------------------- | --- | ----------------------- | ------------- |
| 2003      | pomlad            | Trafika                    | 1. sezona  | humoristična nanizanka              | Vojko Anzeljc                                                                 | Matjaž Javšnik Damir Leventić Aleksander Rajaković Magdalena Kropiunig                                                                                    | 20                      | POP TV        |
| 2004      | pomlad            | Čokoladne sanje            | 1. sezona  | romantična nadaljevanka             | Vojko Anzeljc                                                                 | Iva Krajnc Bagola Sebastijan Cavazza Tina Gorenjak Matjaž Javšnik Marijana Brecelj                                                                        | 10                      | RTV Slovenija |
| 2004      | jesen             | Naša mala klinika          | 1. sezona  | humoristična nanizanka              | Branko Đurić                                                                  | Jernej Šugman Bojan Emeršič Tanja Ribič Janez Hočevar Jurij Zrnec Sebastijan Cavazza Alenka Tetičkovič Dario Varga                                        | 12                      | POP TV        |
| 2005      | neznano           | Blisk                      | 1. sezona  | humoristična serija                 | Jurij Pervanje                                                                | Jette Ostan Vejrup Pia Zemljič Uroš Fürst Ksenija Mišić Vladimir Jurc Matjaž Tribušon Gregor Čušin                                                        | 15                      | RTV Slovenija |
| 2005      | pomlad            | Hotel Poldruga zvezdica    | 1. sezona  | humoristična nadaljevanka           | Slavko Hren                                                                   | Polde Bibič Lara Jankovič Uroš Fürst Aleš Valič Aleksandra Balmazović Sabina Kogovšek Janko Petrovec                                                      | 15                      | RTV Slovenija |
| 2005      | pomlad            | Naša mala klinika          | 2. sezona  | humoristična nanizanka              | Branko Đurić                                                                  | Jernej Šugman Bojan Emeršič Tanja Ribič Janez Hočevar Jurij Zrnec Janez Škof Lučka Počkaj Alenka Tetičkovič Dario Varga                                   | 18                      | POP TV        |
| 2005      | jesen             | Naša mala klinika          | 3. sezona  | humoristična nanizanka              | Vinci Vogue Anžlovar                                                          | Jernej Šugman Bojan Emeršič Tanja Ribič Janez Hočevar Jurij Zrnec Janez Škof Lučka Počkaj Sebastijan Cavazza Alenka Tetičkovič Gojmir Lešnjak Dario Varga | 14                      | POP TV        |
| 2006      | pomlad            | Naša mala klinika          | 4. sezona  | humoristična nanizanka              | Branko Đurić Vinci Vogue Anžlovar                                             | Jernej Šugman Bojan Emeršič Tanja Ribič Janez Hočevar Jurij Zrnec Sebastijan Cavazza Alenka Tetičkovič Gojmir Lešnjak Dario Varga                         | 18                      | POP TV        |
| 2006      | pomlad            | Hotel Poldruga zvezdica    | 2. sezona  | humoristična nadaljevanka           | Slavko Hren                                                                   | Polde Bibič Lara Jankovič Uroš Fürst Aleš Valič Aleksandra Balmazović Sabina Kogovšek Janko Petrovec                                                      | 10                      | RTV Slovenija |
| 2006      | jesen             | Naša mala klinika          | 5. sezona  | humoristična nanizanka              | Branko Đurić Vinci Vogue Anžlovar                                             | Jernej Šugman Bojan Emeršič Tanja Ribič Janez Hočevar Jurij Zrnec Sebastijan Cavazza Alenka Tetičkovič Jaša Jamnik Gojmir Lešnjak Dario Varga             | 16                      | POP TV        |
| 2007      | pomlad            | Naša mala klinika          | 6. sezona  | humoristična nanizanka              | Branko Đurić Vinci Vogue Anžlovar                                             | Jernej Šugman Bojan Emeršič Tanja Ribič Janez Hočevar Jurij Zrnec Sebastijan Cavazza Alenka Tetičkovič Jaša Jamnik Gojmir Lešnjak Dario Varga             | 19                      | POP TV        |
| 2007      | jesen             | Naša mala klinika          | 7. sezona  | humoristična nanizanka              | Branko Đurić Vinci Vogue Anžlovar                                             | Jernej Šugman Bojan Emeršič Tanja Ribič Janez Hočevar Jurij Zrnec Sebastijan Cavazza Alenka Tetičkovič Jaša Jamnik Gojmir Lešnjak Dario Varga             | 15                      | POP TV        |
| 2007      | zima pomlad       | Začnimo znova              | 1. sezona  | humoristična serija                 | Vojko Anzeljc                                                                 | Matjaž Tribušon Lučka Počkaj Anica Kumer Viktorija Bencik Emeršič Edvin Derviševič Franci Kek                                                             | 20                      | RTV Slovenija |
| 2007 2008 | jesen zima pomlad | Začnimo znova              | 2. sezona  | humoristična serija                 | Vojko Anzeljc                                                                 | Matjaž Tribušon Lučka Počkaj Anica Kumer Anja Krvina Edvin Derviševič Franci Kek Boris Kobal                                                              | 35                      | RTV Slovenija |
| 2008      | jesen             | Lepo je biti sosed         | 1. sezona  | humoristična serija                 | Ven Jemeršić Rok Vilčnik                                                      | Vesna Pernarčič Alojz Svete Maša Žilavec Gorazd Žilavec Fredi Miler                                                                                       | 15                      | POP TV        |
| 2008      | jesen             | Brat bratu                 | 1. sezona  | humoristična nadaljevanka           | Branko Đurić                                                                  | Branko Šturbej Jurij Drevenšek Peter Ternovšek Jaka Fon Jernej Kuntner                                                                                    | 13 predčasno prekinjena | RTV Slovenija |
| 2009      | pomlad            | Lepo je biti sosed         | 2. sezona  | humoristična serija                 | Ven Jemeršić Rok Vilčnik                                                      | Vesna Pernarčič Alojz Svete Maša Žilavec Gorazd Žilavec Fredi Miler                                                                                       | 17                      | POP TV        |
| 2009      | jesen             | Lepo je biti sosed         | 3. sezona  | humoristična serija                 | Ven Jemeršić Rok Vilčnik                                                      | Vesna Pernarčič Alojz Svete Maša Žilavec Gorazd Žilavec Fredi Miler                                                                                       | 15                      | POP TV        |
| 2009      | jesen             | Danes dol jutri gor        | 1. sezona  | humoristična serija                 | Vojko Anzeljc Miha Čelar                                                      | Janez Starina Desa Muck Alenka Kozolc Franko Korošec Ana Maria Mitić Jure Ivanušič Saša Klančnik                                                          | 35                      | RTV Slovenija |
| 2010      | pomlad            | Lepo je biti sosed         | 4. sezona  | humoristična serija                 | Ven Jemeršić Rok Vilčnik                                                      | Vesna Pernarčič Alojz Svete Maša Žilavec Gorazd Žilavec                                                                                                   | 17                      | POP TV        |
| 2010      | jesen             | Lepo je biti sosed         | 5. sezona  | humoristična serija                 | Ven Jemeršić Rok Vilčnik                                                      | Vesna Pernarčič Alojz Svete Maša Žilavec Gorazd Žilavec Fredi Miler                                                                                       | 14                      | POP TV        |
| 2010 2011 | jesen zima pomlad | Moji, tvoji, najini        | 1. sezona  | družinska nanizanka                 | Siena Krušič                                                                  | Barbara Cerar Sebastijan Cavazza Kaja Vidmar Max Čelar Anže Lajevec Neža Lajevec Marijana Brecelj Janez Hočevar                                           | 35                      | RTV Slovenija |
| 2011      | pomlad            | Lepo je biti sosed         | 6. sezona  | humoristična serija                 | Ven Jemeršić Rok Vilčnik                                                      | Vesna Pernarčič Alojz Svete Maša Žilavec Gorazd Žilavec Fredi Miler                                                                                       | 20                      | POP TV        |
| 2011      | jesen             | Na terapiji                | 1. sezona  | dramska nadaljevanka                | Nejc Pohar                                                                    | Igor Samobor Nataša Burger Nika Manevski Silva Čušin Jana Zupančič Marko Mandić Dejan Spasić Maša Derganc                                                 | 45                      | BRIO POP TV   |
| 2011      | jesen             | Trdoglavci                 | 1. sezona  | humoristična serija                 | Marko Naberšnik Rok Vilčnik                                                   | Jernej Šugman Janez Škof Matej Puc Oskar Kranjc Nataša Tič Ralijan Primož Pirnat Bojan Emeršič Ivanka Mežan                                               | 12                      | POP TV        |
| 2012      | jesen             | Čista desetka              | 1. sezona  | humoristična serija                 | Branko Đurić                                                                  | Nenad Tokalić Urška Vučak Markež Kristijan Guček Sandi Pavlin Ajda Smrekar Primož Pirnat Jure Henigman                                                    | 15                      | POP TV        |
| 2012 2013 | zima pomlad       | Moji, tvoji, najini        | 2. sezona  | družinska nanizanka                 | Siena Krušič                                                                  | Barbara Cerar Sebastijan Cavazza Kaja Vidmar Max Čelar Anže Lajevec Neža Lajevec Marijana Brecelj Janez Hočevar                                           | 17                      | RTV Slovenija |
| 2013      | pomlad            | Čista desetka              | 2. sezona  | humoristična serija                 | Branko Đurić                                                                  | Nenad Tokalić Urška Vučak Markež Kristijan Guček Sandi Pavlin Ajda Smrekar Primož Pirnat Jure Henigman Mojca Funkl                                        | 13                      | POP TV        |
| 2013 2014 | jesen zima        | Nova dvajseta              | 1. sezona  | nanizanka                           | Vojko Anzeljc                                                                 | Anže Zevnik Nina Rakovec Jernej Gašperin Gregor Gruden Tina Gorenjak Karin Komljanec Ivo Ban                                                              | 18                      | RTV Slovenija |
| 2013 2014 | zima              | Življenja Tomaža Kajzerja  | 1. sezona  | dramska nanizanka                   | Peter Bratuša                                                                 | Matija Vastl Katarina Čas Primož Pirnat Aljaž Jovanović Jerica Mrzel                                                                                      | 6                       | RTV Slovenija |
| 2015      | pomlad            | Ena žlahtna štorija        | 1. sezona  | romantična nadaljevanka             | Blaž Završnik Vojko Anzeljc Boris Bezić                                       | Janez Starina Vesna Pernarčič Medea Novak Matjaž Javšnik Stane Tomazin Ana Dolinar Ajda Smrekar Milan Vodopivec                                           | 45                      | Planet TV     |
| 2015      | jesen             | Ena žlahtna štorija        | 2. sezona  | romantična nadaljevanka             | Blaž Završnik Vojko Anzeljc Boris Bezić                                       | Janez Starina Vesna Pernarčič Medea Novak Matjaž Javšnik Stane Tomazin Ana Dolinar Ajda Smrekar Milan Vodopivec Andrej Murenc Peter Musevski              | 60                      | Planet TV     |
| 2015      | jesen             | Usodno vino                | 1. sezona  | romantična nadaljevanka             | Nejc Levstik Jaka Šuligoj Marko Naberšnik Slobodan Maksimović                 | Klemen Janežič Inja Zalta Iztok Valič Nina Ivanič Judita Zidar Iztok Jereb Tjaša Železnik Gregor Gruden Nina Ivanišin Aljaž Jovanović Rok Kunaver         | 63                      | POP TV        |
| 2015 2016 | jesen zima        | Nova dvajseta              | 2. sezona  | nanizanka                           | Vojko Anzeljc Jaka Šuligoj                                                    | Anže Zevnik Nina Rakovec Jernej Gašperin Gregor Gruden Luka Cimprič Damir Leventić Ivo Ban                                                                | 18                      | RTV Slovenija |
| 2015      | jesen             | V dvoje                    | 1. sezona  | komična nadaljevanka                | Luka Marčetič Juš Premrov                                                     | Živa Selan Niko Zagode Lara Vouk Luka Marčetič | 10                      | Voyo          |
| 2016      | pomlad            | Ena žlahtna štorija        | 3. sezona  | romantična nadaljevanka             | Blaž Završnik Vojko Anzeljc Boris Bezić                                       | Janez Starina Vesna Pernarčič Medea Novak Matjaž Javšnik Stane Tomazin Ana Dolinar Ajda Smrekar Milan Vodopivec Andrej Murenc Peter Musevski              | 60                      | Planet TV     |
| 2016      | pomlad            | Usodno vino                | 2. sezona  | romantična nadaljevanka             | Nejc Levstik Jaka Šuligoj Marko Naberšnik Slobodan Maksimović                 | Klemen Janežič Inja Zalta Iztok Valič Nina Ivanič Judita Zidar Iztok Jereb Tjaša Železnik Gregor Gruden Nina Ivanišin Aljaž Jovanović Rok Kunaver         | 61                      | POP TV        |
| 2016      | pomlad            | Takle mamo                 | 1. sezona  | humoristična nanizanka              | Nikolaj Vodošek                                                               | Bernarda Oman Branko Šturbej Tina Potočnik Blaž Setnikar Marijana Brecelj Andrej Nahtigal                                                                 | 30                      | Voyo POP TV   |
| 2016      | pomlad            | Da, dragi! Da, draga!      | 1. sezona  | humoristična nanizanka              | Ven Jemeršić Dafne Jemeršić                                                   | Gorka Berden Lotos Šparovec katarina Mala Boštjan Klun Marijana Brecelj Radko Polič                                                                       | 53                      | Planet TV     |
| 2016      | jesen             | Usodno vino                | 3. sezona  | romantična nadaljevanka             | Nejc Levstik Jaka Šuligoj Marko Naberšnik Slobodan Maksimović                 | Klemen Janežič Inja Zalta Iztok Valič Judita Zidar Nina Ivanič Jernej Kuntner Anja Drnovšek Domen Valič                                                   | 59                      | POP TV        |
| 2016      | jesen             | Ena žlahtna štorija        | 4. sezona  | romantična nadaljevanka             | Blaž Završnik Vojko Anzeljc Boris Bezić                                       | Janez Starina Vesna Pernarčič Medea Novak Matjaž Javšnik Stane Tomazin Ana Dolinar Ajda Smrekar Milan Vodopivec Robert Korošec                            | 60                      | Planet TV     |
| 2016 2017 | zima pomlad       | Več po oglasih             | 1. sezona  | dramska serija                      | Vinci Vogue Anžlovar                                                          | Primož Bezjak Dario Varga Peter Musevski Maruša Majer Saša Pavlin Stošić Jonas Žnidaršič                                                                  | 18                      | RTV Slovenija |
| 2017      | zima pomlad       | Usodno vino                | 4. sezona  | romantična nadaljevanka             | Nejc Levstik Jaka Šuligoj Marko Naberšnik Slobodan Maksimović                 | Klemen Janežič Inja Zalta Iztok Valič Judita Zidar Nina Ivanič Jernej Kuntner Anja Drnovšek Domen Valič Ludvik Bagari Pavle Ravnohrib                     | 100                     | POP TV        |
| 2017      | pomlad            | Ena žlahtna štorija        | 5. sezona  | romantična nadaljevanka             | Blaž Završnik Vojko Anzeljc Boris Bezić                                       | Janez Starina Vesna Pernarčič Medea Novak Matjaž Javšnik Stane Tomazin Ana Dolinar Ajda Smrekar Milan Vodopivec Valentina Plaskan Robert Korošec          | 66                      | Planet TV     |
| 2017      | pomlad            | Česnovi                    | 1. sezona  | romantična nadaljevanka             | Boštjan Jerše Svetlana Dramlić                                                | Gaber Trseglav Iva Babić Boris Lieber Vesna Ponorac Ana Lu Lamut Anže Gorenc Saša Klančnik Gorazd Žilavec Karin Komljanec                                 | 65                      | Planet TV     |
| 2017      | pomlad            | Dragi sosedje              | 1. sezona  | humoristična nanizanka              | Tijana Zinajić Gregor Andolšek                                                | Vesna Slapar Marko Miladinović Tina Gorenjak Nenad Tokalić Mario Ćulbrk Jernej Kogovšek Inti Šraj                                                         | okoli 70                | Planet TV     |
| 2017      | jesen zima        | Dragi sosedje              | 2. sezona  | humoristična nanizanka              | Tijana Zinajić Gregor Andolšek                                                | Vesna Slapar Marko Miladinović Tina Gorenjak Nenad Tokalić Mario Ćulbrk Jernej Kogovšek Inti Šraj                                                         | okoli 70                | Planet TV     |
| 2017      | jesen             | Reka ljubezni              | 1. sezona  | romantična nadaljevanka             | Jaka Šuligoj Nejc Levstik Nikolaj Vodošek                                     | Tadej Pišek Lara Komar Voranc Boh Nina Ivanič Mojca Funkl Branko Šturbej Renato Jenček Liza Marijina                                                      | 75                      | POP TV        |
| 2017      | jesen             | Ena žlahtna štorija        | 6. sezona  | romantična nadaljevanka             | Blaž Završnik Vojko Anzeljc Boris Bezić                                       | Janez Starina Vesna Pernarčič Medea Novak Matjaž Javšnik Stane Tomazin Valentina Plaskan Robert Korošec Milan Vodopivec Lea Mihevc                        | 72                      | Planet TV     |
| 2017      | jesen             | V dvoje                    | 2. sezona  | komična nadaljevanka                | Luka Marčetič Klemen Dvornik                                                  | Živa Selan Niko Zagode Lara Vouk Luka Marčetič | 8                       | Voyo          |
| 2017 2018 | zima              | Mame                       | 1. sezona  | komična nanizanka                   | Slobodan Maksimović                                                           | Vesna Slapar Tijana Zinajić Vesna Pernarčič Barbara Medvešček Lea Cok                                                                                     | 18                      | RTV Slovenija |
| 2018      | pomlad            | Reka ljubezni              | 2. sezona  | romantična nadaljevanka             | Jaka Šuligoj Nejc Levstik Nikolaj Vodošek                                     | Tadej Pišek Lara Komar Bernarda Oman Nina Ivanič Mojca Funkl Branko Šturbej Renato Jenček Vlado Novak                                                     | 75                      | POP TV        |
| 2018      | pomlad            | Gorske sanje               | 1. sezona  | romantična nadaljevanka             | Blaž Završnik Boris Petkovič                                                  | Vesna Ponorac Dario Nožić Serini Judita Zidar Boris Kerč Jure Ivanušič Alenka Tetičkovič Saša Mihelčič Primož Vrhovec                                     | 31 predčasno prekinjena | Planet TV     |
| 2018      | pomlad            | Dragi sosedje              | 3. sezona  | humoristična nanizanka              | Tijana Zinajić Gregor Andolšek                                                | Vesna Slapar Marko Miladinović Tina Gorenjak Nenad Tokalić Mario Ćulbrk Jernej Kogovšek Inti Šraj                                                         | okoli 70                | Planet TV     |
| 2018      | poletje           | Truplo                     | 1. sezona  | komična nadaljevanka                | Luka Štigl                                                                    | Aleksander Repič Edin Latić Črt Lipnik Vesna Kuzmić Jan Kok Pero Martić                                                                                   | 8                       | Voyo          |
| 2018      | jesen             | Reka ljubezni              | 3. sezona  | romantična nadaljevanka             | Jaka Šuligoj Nejc Levstik Nikolaj Vodošek                                     | Tadej Pišek Lara Komar Bernarda Oman Nina Ivanič Mojca Funkl Branko Šturbej Renato Jenček Vlado Novak Vesna Kuzmić                                        | 75                      | POP TV        |
| 2018      | jesen zima        | Dragi sosedje              | 4. sezona  | humoristična nanizanka              | Tijana Zinajić Gregor Andolšek                                                | Vesna Slapar Marko Miladinović Tina Gorenjak Nenad Tokalić Mario Ćulbrk Jernej Kogovšek Inti Šraj                                                         | okoli 70                | Planet TV     |
| 2018      | zima              | Mame                       | 2. sezona  | komična nanizanka                   | Slobodan Maksimović                                                           | Vesna Slapar Tijana Zinajić Vesna Pernarčič Barbara Medvešček Lea Cok                                                                                     | 10                      | RTV Slovenija |
| 2018      | zima              | LP, Lena                   | 1. sezona  | komična nadaljevanka                | Ema Muc Žan Žveplan                                                           | Sara Dirnbek Maša Grošelj Jurica Marčec Zala Ana Štiglic                                                                                                  | 10                      | Voyo          |
| 2019      | zima pomlad       | Ekipa Bled                 | 1. sezona  | kriminalistična nanizanka           | Blaž Završnik Boris Petkovič                                                  | Janko Mandić Barbara Cerar Gaber Trseglav Mia Skrbinac Matija Vastl                                                                                       | 18                      | RTV Slovenija |
| 2019      | pomlad            | Lajf je tekma              | 1. sezona  | komična nadaljevanka                | Dominik Mencej                                                                | Voranc Boh Luka Cimprič Anže Zevnik Gaja Filač Sara Gorše                                                                                                 | 10                      | Voyo          |
| 2019      | pomlad            | Reka ljubezni              | 4. sezona  | romantična nadaljevanka             | Jaka Šuligoj Nejc Levstik Nikolaj Vodošek                                     | Tadej Pišek Lara Komar Bernarda Oman Nina Ivanič Mojca Funkl Branko Šturbej Vesna Kuzmić Miha Rodman                                                      | 75                      | POP TV        |
| 2019      | poletje           | Truplo                     | 2. sezona  | komična nadaljevanka                | Luka Štigl                                                                    | Aleksander Repič Edin Latić Črt Lipnik Vesna Kuzmić Jan Kok Pero Martić                                                                                   | 10                      | Voyo          |
| 2019      | jesen             | V dvoje                    | 3. sezona  | komična nadaljevanka                | Luka Marčetič Klemen Dvornik                                                  | Živa Selan Niko Zagode Lara Vouk Luka Marčetič | 10                      | Voyo          |
| 2019 2020 | zima              | Jezero                     | 1. sezona  | kriminalistična nadaljevanka        | Matevž Luzar Klemen Dvornik                                                   | Sebastian Cavazza Nika Rozman Gregor Čušin Matej Puc Nataša Barbara Gračner Branko Završan                                                                | 6                       | RTV Slovenija |
| 2020      | zima              | LP, Lena                   | 2. sezona  | komična nadaljevanka                | Ema Muc Žan Žveplan                                                           | Sara Dirnbek Maša Grošelj Jurica Marčec Zala Ana Štiglic                                                                                                  | 8                       | Voyo          |
| 2020      | zima pomlad       | V imenu ljudstva           | 1. sezona  | kriminalistična nadaljevanka        | Tomaž Grubar Vojko Anzeljc Sašo Kolarič                                       | Ajda Smrekar Rok Vihar Peter Gašperin Ivo Ban Bine Matoh Brane Grubar Vlado Novak                                                                         | 8                       | RTV Slovenija |
| 2020      | pomlad            | Najini mostovi             | 1. sezona  | romantična nadaljevanka             | Jaka Šuligoj Nikolaj Vodošek Maja Prettner Marko Naberšnik                    | Robert Korošec Maša Grošelj Aleš Valič Rok Kunaver Matej Zemljič Anuša Kodelja                                                                            | 19                      | POP TV        |
| 2020      | jesen             | Najini mostovi             | 2. sezona  | romantična nadaljevanka             | Jaka Šuligoj Nikolaj Vodošek Maja Prettner Rahela Jagrič Pirc Marko Naberšnik | Robert Korošec Maša Grošelj Aleš Valič Rok Kunaver Matej Zemljič Uroš Maček                                                                               | 52                      | POP TV        |
| 2020      | jesen             | Srečno samski              | 1. sezona  | romantično terapevtska nadaljevanka | Boris Bezić                                                                   | Živa Selan Matej Puc Aleksandra Balmazović Iva Krajnc Bagola Primož Vrhovec                                                                               | 12                      | Planet TV     |
| 2020      | zima              | Lajf je tekma              | 2. sezona  | komična nadaljevanka                | Dominik Mencej                                                                | Voranc Boh Luka Cimprič Anže Zevnik Gaja Filač | 10                      | Voyo          |
| 2021      | zima              | Primeri inšpektorja Vrenka | 1. sezona  | kriminalistična nanizanka           | Slobodan Maksimović Boris Jurjaševič                                          | Dario Varga Lotos Šparovec Jurij Drevenšek Katarina Čas Janez Hočevar - Rifle                                                                             | 8                       | RTV Slovenija |
| 2021      | zima              | Vse punce mojga brata      | 1. sezona  | humoristična serija                 | Žiga Virc                                                                     | Vid Valič Domen Valič Ajda Smrekar Beti Strgar | 12                      | Voyo          |
| 2021      | pomlad            | Najini mostovi             | 3. sezona  | romantična nadaljevanka             | Jaka Šuligoj Nikolaj Vodošek Maja Prettner Rahela Jagrič Pirc Marko Naberšnik | Robert Korošec Maša Grošelj Aleš Valič Rok Kunaver Matej Zemljič Gorka Berden                                                                             | 79                      | POP TV        |
| 2021      | pomlad            | Têlenovela                 | 1. sezona  | humoristična serija                 | Boris Bezič Maja Križnik Dominik Mencej                                       | Bojan Emeršič Branko Šturbej Ivo Ban Nina Ivanič Gaja Filač Gregor Gruden                                                                                 | 9                       | Voyo          |
| 2021      | poletje           | Ja, Chef!                  | 1. sezona  | komična kuharska nanizanka          | Marko Naberšnik Igor Gajič                                                    | Jurij Zrnec Klemen Janežič Katarina Čas Luka Cimprič Mario Ćulibrk Domen Valič Matej Puc                                                                  | 10                      | Voyo          |
| 2021      | jesen zima        | Sekirca v med              | 1. sezona  | humoristična nadaljevanka           | Jaka Šuligoj Nikolaj Vodošek Maja Prettner Marko Naberšnik                    | Mojca Funkl Jožef Ropoša Mila Peršin Lea Cok Luka Bokšan                                                                                                  | 75                      | POP TV        |
| 2021      | jesen             | Ja, Chef!                  | 2. sezona  | komična kuharska nanizanka          | Marko Naberšnik Igor Gajič                                                    | Jurij Zrnec Klemen Janežič Katarina Čas Luka Cimprič Mario Ćulibrk Domen Valič Matej Puc                                                                  | 10                      | Voyo          |
| 2021      | jesen zima        | Za hribom                  | 1. sezona  | humoristična nanizanka              | Jaka Šuligoj Blaž Završnik Stanislav Tomić                                    | Jernej Kuntner Robert Korošec Karin Komljanec Tina Potočnik Rok Kunaver                                                                                   | 10                      | Voyo          |
| 2021      | zima              | Ja, Chef!                  | 3. sezona  | komična kuharska nanizanka          | Marko Naberšnik Igor Gajič                                                    | Jurij Zrnec Klemen Janežič Katarina Čas Luka Cimprič Mario Ćulibrk Domen Valič Matej Puc Lea Mihevc                                                       | 10                      | Voyo          |
| 2022      | zima              | Leninov park               | /          | kriminalistična nadaljevanka        | Klemen Dvornik                                                                | Sebastian Cavazza Nika Rozman Gregor Čušin Matej Puc Silva Čušin Radko Polič                                                                              | 3                       | RTV Slovenija |
| 2022      | zima              | Gospod profesor            | 1. sezona  | komična nanizanka                   | Boris Bezić Marko Šantić Barbara Zemljič Tijana Zinajić                       | Jure Henigman Tina Vrbnjak Gojmir Lešnjak - Gojc Saša Pavček Matija Vastl Branko Jordan Gašper Jarni                                                      | 10                      | Voyo          |
| 2022      | zima pomlad       | Sekirca v med              | 2. sezona  | humoristična nadaljevanka           | Jaka Šuligoj Nikolaj Vodošek Maja Prettner Marko Naberšnik                    | Mojca Funkl Jožef Ropoša Mila Peršin Lea Cok Luka Bokšan                                                                                                  | 75                      | POP TV        |
| 2022      | zima              | Dolina rož                 | /          | kriminalistična nadaljevanka        | Matevž Luzar                                                                  | Sebastian Cavazza Nika Rozman Gregor Čušin Matej Puc Iva Krajnc Bagola Saša Tabaković                                                                     | 3                       | RTV Slovenija |
| 2022      | zima pomlad       | V imenu ljudstva 2         | 2. sezona  | kriminalistična nadaljevanka        | Tomaž Grubar Vojko Anzeljc Sašo Kolarič                                       | Ajda Smrekar Rok Vihar Peter Gašperin Primož Vrhovec Gaja Filač Urban Kuntarič Vlado Novak                                                                | 8                       | RTV Slovenija |
| 2022      | zima pomlad       | Vse punce mojga brata      | 2. sezona  | humoristična serija                 | Žiga Virc                                                                     | Vid Valič Domen Valič Ajda Smrekar Beti Strgar | 12                      | Voyo          |
| 2022      | pomlad            | Têlenovela                 | 2. sezona  | humoristična serija                 | Boris Bezič Maja Križnik Dominik Mencej                                       | Bojan Emeršič Branko Šturbej Ivo Ban Nina Ivanič Gaja Filač Gregor Gruden                                                                                 | 8                       | Voyo          |
| 2022      | pomlad            | Ja, Chef!                  | 4. sezona  | komična kuharska nanizanka          | Marko Naberšnik Igor Gajič                                                    | Jurij Zrnec Klemen Janežič Katarina Čas Luka Cimprič Mario Ćulibrk Domen Valič Matej Puc                                                                  | 10                      | Voyo          |
| 2022      | pomlad            | Trigrad                    | 1. sezona  | kriminalistična drama               | Sonja Prosenc                                                                 | Marko Mandić Katarina Stegnar Suzana Krevh | 8                       | RTV Slovenija |
| 2022      | poletje           | Za hribom                  | 2. sezona  | humoristična nanizanka              | Jaka Šuligoj Blaž Završnik Stanislav Tomić                                    | Jernej Kuntner Robert Korošec Karin Komljanec Tina Potočnik Rok Kunaver                                                                                   | 10                      | Voyo          |
| 2022      | poletje           | Ja, Chef!                  | 5. sezona  | komična kuharska nanizanka          | Marko Naberšnik Igor Gajič                                                    | Jurij Zrnec Klemen Janežič Katarina Čas Luka Cimprič Mario Ćulibrk Domen Valič Matej Puc Liza Marijina                                                    | 10                      | Voyo          |
| 2022      | jesen zima        | Za hribom                  | 3. sezona  | humoristična nanizanka              | Jaka Šuligoj Blaž Završnik Stanislav Tomić                                    | Jernej Kuntner Robert Korošec Karin Komljanec Tina Potočnik Rok Kunaver                                                                                   | 10                      | Voyo          |
| 2022      | zima              | Ja, Chef!                  | 6. sezona  | komična kuharska nanizanka          | Marko Naberšnik Igor Gajič                                                    | Jurij Zrnec Klemen Janežič Katarina Čas Luka Cimprič Mario Ćulibrk Domen Valič Matej Puc Liza Marijina                                                    | 10                      | Voyo          |
| 2023      | zima              | Primeri inšpektorja Vrenka | 2. sezona  | kriminalistična nanizanka           | Slobodan Maksimović Boris Jurjaševič                                          | Dario Varga Lotos Šparovec Lovro Zafred Katarina Čas Janez Hočevar - Rifle                                                                                | 6                       | RTV Slovenija |
| 2023      | zima pomlad       | V imenu ljudstva 3         | 3. sezona  | kriminalistična nadaljevanka        | Tomaž Grubar Vojko Anzeljc Sašo Kolarič                                       | Ajda Smrekar Rok Vihar Gaja Filač Radoš Bolčina Uroš Fürst                                                                                                | 8                       | RTV Slovenija |
| 2023      | zima pomlad       | Gospod profesor            | 2. sezona  | komična nanizanka                   | Boris Bezić Marko Šantić Barbara Zemljič Tijana Zinajić                       | Jure Henigman Tina Vrbnjak Gojmir Lešnjak - Gojc Saša Pavček Matija Vastl Branko Jordan Gašper Jarni                                                      | 10                      | Voyo          |
| 2023      | pomlad poletje    | Vse punce mojga brata      | 3. sezona  | humoristična serija                 | Žiga Virc                                                                     | Vid Valič Domen Valič Ajda Smrekar Beti Strgar | 8                       | Voyo          |
| 2023      | poletje           | Ja, Chef!                  | 7. sezona  | komična kuharska nanizanka          | Marko Naberšnik Igor Gajič                                                    | Jurij Zrnec Klemen Janežič Katarina Čas Luka Cimprič Mario Ćulibrk Domen Valič Matej Puc Nik Škrlec Sebastian Cavazza                                     | 10                      | Voyo          |
| 2023      | jesen             | Za hribom                  | 4. sezona  | humoristična nanizanka              | Jaka Šuligoj Blaž Završnik Stanislav Tomić                                    | Jernej Kuntner Robert Korošec Karin Komljanec Maja Martina Merljak Rok Kunaver                                                                            | 10                      | Voyo          |
| 2023      | jesen zima        | Ja, Chef!                  | 8. sezona  | komična kuharska nanizanka          | Marko Naberšnik Igor Gajič                                                    | Jurij Zrnec Katarina Čas Luka Cimprič Mario Ćulibrk Domen Valič Matej Puc Nik Škrlec Sebastian Cavazza Liza Marijina                                      | 10                      | Voyo          |
| 2024      | zima              | Življenja Tomaža Kajzerja  | 2. sezona  | dramska nanizanka                   | Peter Bratuša                                                                 | Matija Vastl Katarina Čas Primož Pirnat Jernej Kogovšek Matej Zemljič Bojan Emeršič Vlado Novak                                                           | 5                       | RTV Slovenija |
| 2024      | zima pomlad       | Skrito v raju              | 1. sezona  | romantična nadaljevanka             | Nikolaj Vodošek                                                               | Matej Zemljič Gaja Filač Aleš Valič Sabina Kogovšek Vesna Pernarčič Gaber Trseglav Primož Vrhovec Matija Rupel Valter Dragan                              | 75                      | POP TV        |
| 2024      | poletje           | Ja, Chef!                  | 9. sezona  | komična kuharska nanizanka          | Marko Naberšnik Igor Gajič                                                    | Jurij Zrnec Katarina Čas Klemen Janežič Luka Cimprič Mario Ćulibrk Domen Valič Matej Puc Nik Škrlec Liza Marijina Iva Krajnc Bagola                       | 10                      | Voyo          |
| 2024      | jesen             | Hiša ljubezni              | 1. sezona  | komična serija                      | Luka Štigl                                                                    | Matej Puc Karin Komljanec Zala Djurić Luka Cimprič Gregor Gruden Mila Fürst Zvezdana Mlakar                                                               | 10                      | Voyo          |
| 2024 2025 | zima              | Ja, Chef!                  | 10. sezona | komična kuharska nanizanka          | Marko Naberšnik Igor Gajič                                                    | Jurij Zrnec Katarina Čas Klemen Janežič Luka Cimprič Mario Ćulibrk Domen Valič Matej Puc Liza Marijina Iva Krajnc Bagola Tadej Pišek                      | 10                      | Voyo          |
| 2025      | pomlad            | Skrito v raju              | 2. sezona  | romantična nadaljevanka             | Nikolaj Vodošek                                                               | Matej Zemljič Gaja Filač Aleš Valič Sabina Kogovšek Vesna Pernarčič Gaber Trseglav Valter Dragan Matija Rupel Nina Rakovec Bernarda Oman                  | 75                      | POP TV        |
| 2025      | zima              | Primeri inšpektorja Vrenka | 3. sezona  | kriminalistična nanizanka           | Slobodan Maksimović Boris Jurjaševič                                          | Dario Varga Lovro Zafred Lotos Šparovec Katarina Čas Iva Krajnc Bagola Marko Mandić                                                                       | 2                       | RTV Slovenija |
| 2025      | pomlad            | Poklicani                  | 1. sezona  | dramska nadaljevanka                | Žiga Virc                                                                     | Lara Vouk Suzana Krevh Tines Špik Manca Dorrer Uroš Potočnik Nataša Burger                                                                                | 8                       | RTV Slovenija |